# Zug (Sahara Occidental)
Zug (también transliterado "Zoug", "Sug"; زوك) es una localidad del extremo sureste del Sahara Occidental a 170 km de Atar, Mauritania, en la zona Libre de la RASD.
Es la jefatura de la 1.ª región militar de la República Árabe Saharaui Democrática y tiene un puesto militar del SPLA y un pequeño hospital.
La existencia de un pozo de agua ha hecho que Zug desarrolle numerosas huertas.
Es el sitio de un antiguo puesto de avanzada de la Legión Extranjera Española.

## Equipamientos
Posee  un pequeño hospital.

## Geografía física
El único mar de dunas o mar de arena en el Sáhara Occidental (conocido como "Galb Azefal") se encuentra cerca, donde corre de suroeste a noreste desde Mauritania hacia el Sáhara Occidental y de regreso a Mauritania, donde la frontera forma un ángulo recto. 

## Cultura
Cerca de Zug hay algunos grabados neolíticos con patrones geométricos, similares a otros encontrados en Chad y el sur de Marruecos